# Football League Cup 1978-1979
La Football League Cup 1978-1979 è stata la 19ª edizione del terzo torneo calcistico più importante del calcio inglese, la 13ª in finale unica. La manifestazione, ebbe inizio il 12 agosto 1978 e si concluse il 17 marzo 1979 con la finale di Wembley.
Il trofeo fu vinto per la seconda volta consecutiva dal Nottingham Forest, che nell'atto conclusivo si impose sul Southampton con il punteggio di 3-2.

## Formula
La Football League Cup era riservata alle 92 squadre della Football League. Il torneo era composto da scontri ad eliminazione diretta: in caso di pareggio ripetizione a campi invertiti fino a quando non c'era una vincitrice, in finale invece si rigiocava sempre in campo neutro. Se anche nel replay si verificava un pari si faceva ricorso ai tempi supplementari. Il primo turno e le semifinali prevedevano invece due match, dove la squadra con il miglior risultato combinato accedeva al turno successivo: qualora l'aggregato dei gol fra le due gare risultava in parità, si giocava il replay, ed eventualmente si disputavano i tempi supplementari ed i calci di rigore.
|                              | Squadre che entrano in questo turno                                                                    | Squadre qualificate dal turno precedente    |
| ---------------------------- | --- | ------------------------------------------- |
| Primo turno (56 squadre)     | - 24 squadre dalla Fourth Division - 24 squadre dalla Third Division - 8 squadre dalla Second Division |                                             |
| Secondo turno (64 squadre)   | - 22 squadre dalla First Division - 14 squadre dalla Second Division                                   | - 28 squadre vincitrici del primo turno     |
| Terzo turno (32 squadre)     | | - 32 squadre vincitrici del secondo turno   |
| Quarto turno (16 squadre)    | | - 16 squadre vincitrici del terzo turno     |
| Quarti di finale (8 squadre) | | - 8 squadre vincitrici del quarto turno     |
| Semifinali (4 squadre)       | | - 4 squadre vincitrici dei quarti di finale |
| Finale (2 squadre)           | | - 2 squadre vincitrici delle semifinali     |

## Primo turno
| Squadra 1       | Totale | Squadra 2         | Andata         | Ritorno        |
| --------------- | ------ | ----------------- | -------------- | -------------- |
|                 |        |                   | 12 agosto 1978 | 14 agosto 1978 |
| Crewe Alexandra | 5 - 2  | Rochdale          | 1 - 0          | 4 - 2          |
|                 |        |                   | 12 agosto 1978 | 15 agosto 1978 |
| Bournemouth     | 1 - 2  | Exeter City       | 0 - 1          | 1 - 1          |
| Colchester Utd  | 2 - 3  | Charlton          | 2 - 3          | 0 - 0          |
| Doncaster       | 1 - 1  | Sheffield Weds    | 0 - 1          | 1 - 0          |
| Grimsby Town    | 5 - 0  | York City         | 2 - 0          | 3 - 0          |
| Hull City       | 2 - 2  | Peterborough Utd  | 0 - 1          | 2 - 1          |
| Mansfield Town  | 2 - 3  | Darlington        | 0 - 1          | 2 - 2          |
| Newport County  | 2 - 6  | Swansea City      | 2 - 1          | 0 - 5          |
| Portsmouth      | 2 - 4  | Swindon Town      | 0 - 0          | 2 - 4          |
| Preston N.E.    | 5 - 2  | Huddersfield Town | 3 - 0          | 2 - 2          |
| Reading         | 5 - 2  | Gillingham        | 3 - 1          | 2 - 1          |
| Rotherham Utd   | 6 - 1  | Hartlepool Utd    | 5 - 0          | 1 - 1          |
| Scunthorpe Utd  | 0 - 4  | Notts County      | 0 - 1          | 0 - 3          |
| Southend Utd    | 1 - 4  | Wimbledon FC      | 1 - 0          | 1 - 4          |
| Walsall         | 4 - 1  | Halifax Town      | 2 - 1          | 2 - 0          |
| Watford         | 7 - 1  | Brentford         | 4 - 0          | 3 - 1          |
| Wrexham         | 4 - 1  | Bury              | 2 - 0          | 2 - 1          |
|                 |        |                   | 12 agosto 1978 | 16 agosto 1978 |
| Aldershot       | 0 - 2  | Millwall          | 0 - 1          | 0 - 1          |
| Barnsley        | 1 - 2  | Chesterfield      | 1 - 2          | 0 - 0          |
| Bradford City   | 3 - 1  | Lincoln City      | 2 - 0          | 1 - 1          |
| Bristol Rovers  | 2 - 5  | Hereford Utd      | 2 - 1          | 0 - 4          |
| Cambridge Utd   | 3 - 4  | Northampton Town  | 2 - 2          | 1 - 2          |
| Cardiff City    | 2 - 4  | Oxford Utd        | 1 - 2          | 1 - 2          |
| Carlisle Utd    | 3 - 4  | Blackpool         | 2 - 2          | 1 - 2          |
| Plymouth        | 3 - 2  | Torquay Utd       | 1 - 1          | 2 - 1          |
| Port Vale       | 1 - 4  | Chester City      | 0 - 3          | 1 - 1          |
| Shrewsbury Town | 3 - 4  | Stockport County  | 2 - 1          | 1 - 3          |
| Tranmere        | 2 - 3  | Wigan             | 1 - 1          | 1 - 2          |

### Replay
| Squadra 1      | Risultato | Squadra 2        |
| -------------- | --------- | ---------------- |
| 22 agosto 1978 |           |                  |
| Doncaster      | 0 - 1     | Sheffield Weds   |
| Hull City      | 1 - 1     | Peterborough Utd |

## Secondo turno
| Squadra 1        | Risultato | Squadra 2         |
| ---------------- | --------- | ----------------- |
| 28 agosto 1978   |           |                   |
| Sheffield Utd    | 1 - 0     | Liverpool         |
| 29 agosto 1978   |           |                   |
| Birmingham City  | 2 - 5     | Southampton       |
| Bolton           | 2 - 1     | Chelsea           |
| Brighton         | 1 - 0     | Millwall          |
| Bristol City     | 1 - 2     | Crystal Palace    |
| Burnley          | 1 - 1     | Bradford City     |
| Everton          | 8 - 0     | Wimbledon FC      |
| Exeter City      | 2 - 1     | Blackburn         |
| Fulham           | 2 - 2     | Darlington        |
| Leyton Orient    | 1 - 2     | Chesterfield      |
| Luton Town       | 2 - 0     | Wigan             |
| Manchester City  | 2 - 0     | Grimsby Town      |
| Middlesbrough    | 0 - 0     | Peterborough Utd  |
| Northampton Town | 0 - 0     | Hereford Utd      |
| Oldham Athletic  | 0 - 0     | Nottingham Forest |
| Preston N.E.     | 1 - 3     | QPR               |
| Rotherham Utd    | 3 - 1     | Arsenal           |
| Swansea City     | 2 - 2     | Tottenham         |
| Walsall          | 1 - 2     | Charlton          |
| Watford          | 2 - 1     | Newcastle Utd     |
| West Bromwich    | 0 - 0     | Leeds Utd         |
| Wrexham          | 1 - 3     | Norwich City      |
| 30 agosto 1978   |           |                   |
| Aston Villa      | 1 - 0     | Sheffield Weds    |
| Blackpool        | 2 - 0     | Ipswich Town      |
| Chester City     | 2 - 1     | Coventry City     |
| Crewe Alexandra  | 2 - 0     | Notts County      |
| Leicester City   | 0 - 1     | Derby County      |
| Manchester Utd   | 3 - 2     | Stockport County  |
| Oxford Utd       | 1 - 1     | Plymouth          |
| Reading          | 1 - 0     | Wolverhampton     |
| Sunderland       | 0 - 2     | Stoke City        |
| West Ham Utd     | 2 - 3     | Swindon Town      |

### Replay
| Squadra 1         | Risultato      | Squadra 2        |
| ----------------- | -------------- | ---------------- |
| 5 settembre 1978  |                |                  |
| Bradford City     | 2 - 3          | Burnley          |
| Darlington        | 1 - 0          | Fulham           |
| Peterborough Utd  | 1 - 0 (d.t.s.) | Middlesbrough    |
| Plymouth          | 1 - 2 (d.t.s.) | Oxford Utd       |
| 6 settembre 1977  |                |                  |
| Hereford Utd      | 0 - 1          | Northampton Town |
| Leeds Utd         | 0 - 0 (d.t.s.) | West Bromwich    |
| Nottingham Forest | 4 - 2          | Oldham Athletic  |
| Southampton       | 2 - 1 (d.t.s.) | Crystal Palace   |
| Tottenham         | 1 - 3          | Swansea City     |

### Secondo Replay
| Squadra 1      | Risultato | Squadra 2 |
| -------------- | --------- | --------- |
| 2 ottobre 1978 |           |           |
| West Bromwich  | 0 - 1     | Leeds Utd |

## Terzo turno
| Squadra 1        | Risultato | Squadra 2         |
| ---------------- | --------- | ----------------- |
| 3 ottobre 1978   |           |                   |
| Burnley          | 1 - 3     | Brighton          |
| Everton          | 1 - 0     | Darlington        |
| Luton Town       | 2 - 1     | Crewe Alexandra   |
| Northampton Town | 1 - 3     | Stoke City        |
| Peterborough Utd | 1 - 1     | Swindon Town      |
| QPR              | 2 - 0     | Swansea City      |
| Rotherham Utd    | 2 - 2     | Reading           |
| Southampton      | 1 - 0     | Stoke City        |
| 4 ottobre 1978   |           |                   |
| Aston Villa      | 1 - 1     | Crystal Palace    |
| Blackpool        | 1 - 1     | Manchester City   |
| Chester City     | 0 - 2     | Norwich City      |
| Chesterfield     | 4 - 5     | Charlton          |
| Exeter City      | 2 - 1     | Bolton            |
| Manchester Utd   | 1 - 2     | Watford           |
| Oxford Utd       | 0 - 5     | Nottingham Forest |
| 10 ottobre 1978  |           |                   |
| Sheffield Utd    | 1 - 4     | Leeds Utd         |

### Replay
| Squadra 1       | Risultato      | Squadra 2        |
| --------------- | -------------- | ---------------- |
| 10 ottobre 1978 |                |                  |
| Crystal Palace  | 0 - 0 (d.t.s.) | Aston Villa      |
| Manchester City | 3 - 0          | Blackpool        |
| Reading         | 1 - 0          | Rotherham Utd    |
| Swindon Town    | 0 - 2 (d.t.s.) | Peterborough Utd |

### Secondo Replay
| Squadra 1       | Risultato | Squadra 2      |
| --------------- | --------- | -------------- |
| 16 ottobre 1978 |           |                |
| Aston Villa     | 3 - 0     | Crystal Palace |

## Quarto turno
| Squadra 1       | Risultato | Squadra 2         |
| --------------- | --------- | ----------------- |
| 7 novembre 1978 |           |                   |
| Brighton        | 1 - 0     | Peterborough Utd  |
| Charlton        | 2 - 3     | Stoke City        |
| Everton         | 2 - 3     | Nottingham Forest |
| QPR             | 0 - 2     | Leeds Utd         |
| 8 novembre 1978 |           |                   |
| Aston Villa     | 0 - 2     | Luton Town        |
| Exeter City     | 0 - 2     | Watford           |
| Norwich City    | 1 - 3     | Manchester City   |
| Reading         | 0 - 0     | Southampton       |

### Replay
| Squadra 1        | Risultato | Squadra 2 |
| ---------------- | --------- | --------- |
| 14 novembre 1978 |           |           |
| Southampton      | 2 - 0     | Reading   |

## Quarti di finale
| Squadra 1         | Risultato | Squadra 2       |
| ----------------- | --------- | --------------- |
| 12 dicembre 1978  |           |                 |
| Southampton       | 2 - 1     | Manchester City |
| 13 dicembre 1978  |           |                 |
| Leeds Utd         | 4 - 1     | Luton Town      |
| Nottingham Forest | 3 - 1     | Brighton        |
| Stoke City        | 0 - 0     | Watford         |

### Replay
| Squadra 1      | Risultato      | Squadra 2  |
| -------------- | -------------- | ---------- |
| 9 gennaio 1979 |                |            |
| Watford        | 3 - 1 (d.t.s.) | Stoke City |

## Semifinali
| Squadra 1         | Totale | Squadra 2   | Andata          | Ritorno         |
| ----------------- | ------ | ----------- | --------------- | --------------- |
|                   |        |             | 17 gennaio 1979 | 30 gennaio 1979 |
| Nottingham Forest | 3 - 1  | Watford     | 3 - 1           | 0 - 0           |
|                   |        |             | 24 gennaio 1978 | 30 gennaio 1978 |
| Leeds Utd         | 2 - 3  | Southampton | 2 - 2           | 0 - 1           |

## Finale
| Arbitro: | Peter Reeves |

|                               |           |                      |
| Birtles 51’, 79’ Woodcock 81’ | Marcatori | 16’ Peach 88’ Holmes |

| Nottingham Forest | Southampton |

| NOTTINGHAM FOREST |                   |
|                   |                   |
| 1                 | Peter Shilton     |
| 2                 | Colin Barrett     |
| 3                 | Frank Clark       |
| 4                 | John McGovern (C) |
| 5                 | Larry Lloyd       |
| 6                 | David Needham     |
| 7                 | Martin O'Neill    |
| 8                 | Archie Gemmill    |
| 9                 | Garry Birtles     |
| 10                | Tony Woodcock     |
| 11                | John Robertson    |
| A disposizione:   |                   |
| 12                | Ian Bowyer        |
| Manager:          |                   |
| Brian Clough      |                   |

| SOUTHAMPTON     |                  |
|                 |                  |
| 1               | Terry Gennoe     |
| 2               | Ivan Golac       |
| 3               | David Peach      |
| 4               | Steve Williams   |
| 5               | Chris Nicholl    |
| 6               | Malcolm Waldron  |
| 7               | Alan Ball (C)    |
| 8               | Phil Boyer       |
| 9               | Austin Hayes 83’ |
| 10              | Nick Holmes      |
| 11              | Terry Curran     |
| A disposizione: |                  |
| 12              | Tony Sealy 83’   |
| Manager:        |                  |
| Lawrie McMenemy |                  |